# 六岛艺术中心
六岛艺术中心是一家坐落于中国上海的艺术家运作空间并且是一家非营利机构。它于2006年在中国上海成立，创办人是法籍的策展人、艺术家托马斯·沙韦里亚。
六岛的宗旨是提供一个论坛给当代艺术家去探讨关于社会，美学和哲学问题，并且为欧洲和中国艺术家的作品提供一系列策划严密的展览和宣传。
自2006年4月，在上海莫干山路M50艺术区，六岛艺术中心曾拥有过四个不同的展示地点。到目前已举办了48次艺术品展览，超过500位来自21个不同国家的艺术家参展，共计赞助过139位实习艺术家，并协助创作了2000多个艺术项目。在2007年，六岛艺术中心成立了集表演，音响，摄影和录像方面的艺术家和工程师所创作的电子艺术为一体的多媒体艺术团体，团体名为六岛。

## 历史

### 六岛和永丰面粉厂的渊源

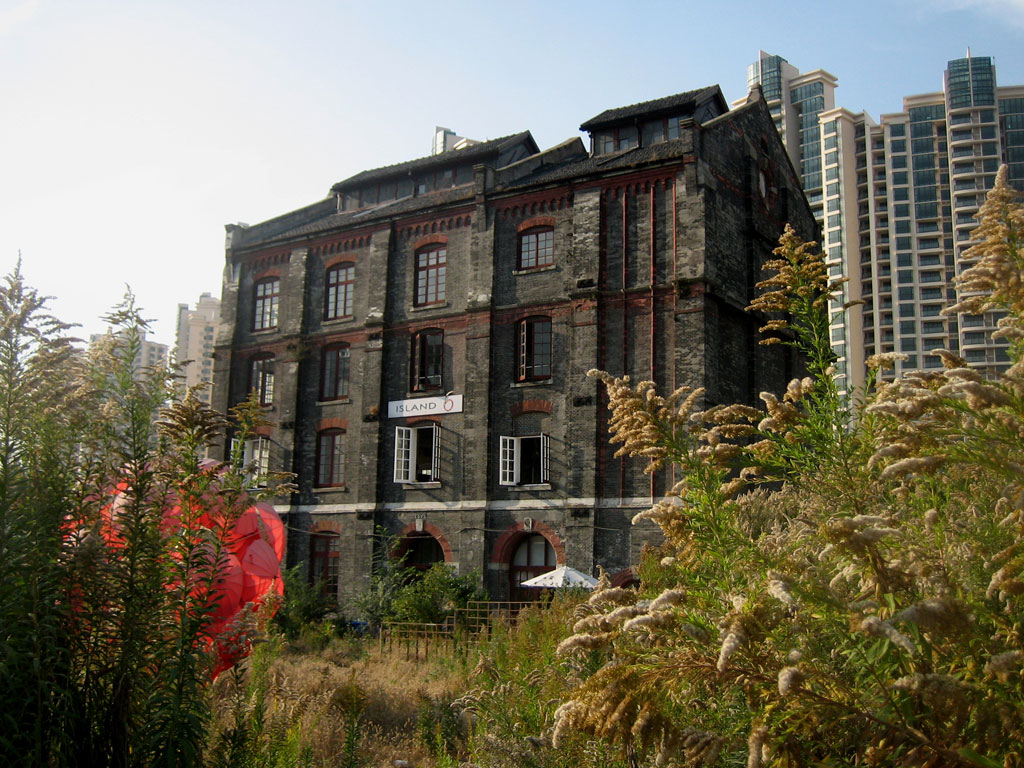
六岛和永丰面粉厂

六岛成立初期，选址在莫干山路120号（31°14′52″N 121°26′58″E / 31.247841°N 121.449316°E）原永丰面粉厂，它是在1879年由英国建筑公司的达拉斯和阿特金森设计建成，楼高为四层的红砖建筑设计。在十九世紀後期，来自安徽的孙氏兄弟创办了永丰面粉厂，他们在当时率先从美国引进设备并建造了亚洲最大和最先进的轧机，还开办了一间医院和两间学校，将近二千名员工从中受惠。
这成功吸引了许多其他企业家，随后又有了其他16个工厂，自此莫干山路区域成为了中国的现代化加工工业基地。之后从1993年至1998年又获得了中华人民共和国副主席荣毅仁这位商业巨子的赏识。在2002年，永丰面粉厂卖给了房地产开发商，大部分筒仓被拆除，“小包装面粉”仓库，六岛曾经所在之地也面临即将拆除的厄运。那些尚未被拆除的苏州河区域的建筑在一片由建筑师和大学教授组成的反对声中幸存了下来，六岛所在之地便成为了历史文物建筑。在2006年，仓库出租给了托馬斯·沙韋里亞、Margherita Salmaso、郑涡阳和康静芳这群有识之士，他们奠定了今天的六岛。2006年3月，托馬斯·沙韋里亞于香港注册六岛艺术中心有限公司和同年4月1日，举办了第一个六岛的画展，展出“隐形层，电气城市”（策展人Allard van Hoorn和Margherita Salmaso）。从2006年6月至2008年6月托馬斯·沙韋里亞定位六岛的艺术方向，即：那两年，六岛身处在瓦砾场围尧的一座显眼的楼宇中，以自身为一艺术典范来表达出上海从旧到新的社会转型，变迁。2008年6月，因为房地产开发，六岛又一次面临即将被驱逐的命运，六岛艺术中心自此搬到莫干山路50号，并开始与艺法画廊合作。
2012年，六島在香港開設island6畫廊, 位於上環新街一號。2013年10月，六島藝術團體在上海外灘開展第三個旗艦地點: 蒲東區福州路17號，原址為Studio Rouge（The Bund），位於福洲路與中山路交界，正面對著新時代的蒲東景觀。建築以三組紅磚及花崗岩的大樓組成， 並由1901年一位英國商人投資蓋成，因此建築保留外灘特有的新古典主義風格。第9號大樓原是中國招商船務公司，亦是第一所在外灘的中國公司。
不过近期，外滩和香港的空间不得不关闭。（一部分原因是租借的空间属于中国政府，政府需要收回，另一部分原因，则是一些人提议应该向外国租客收取四倍的房租）

### 六岛和M50

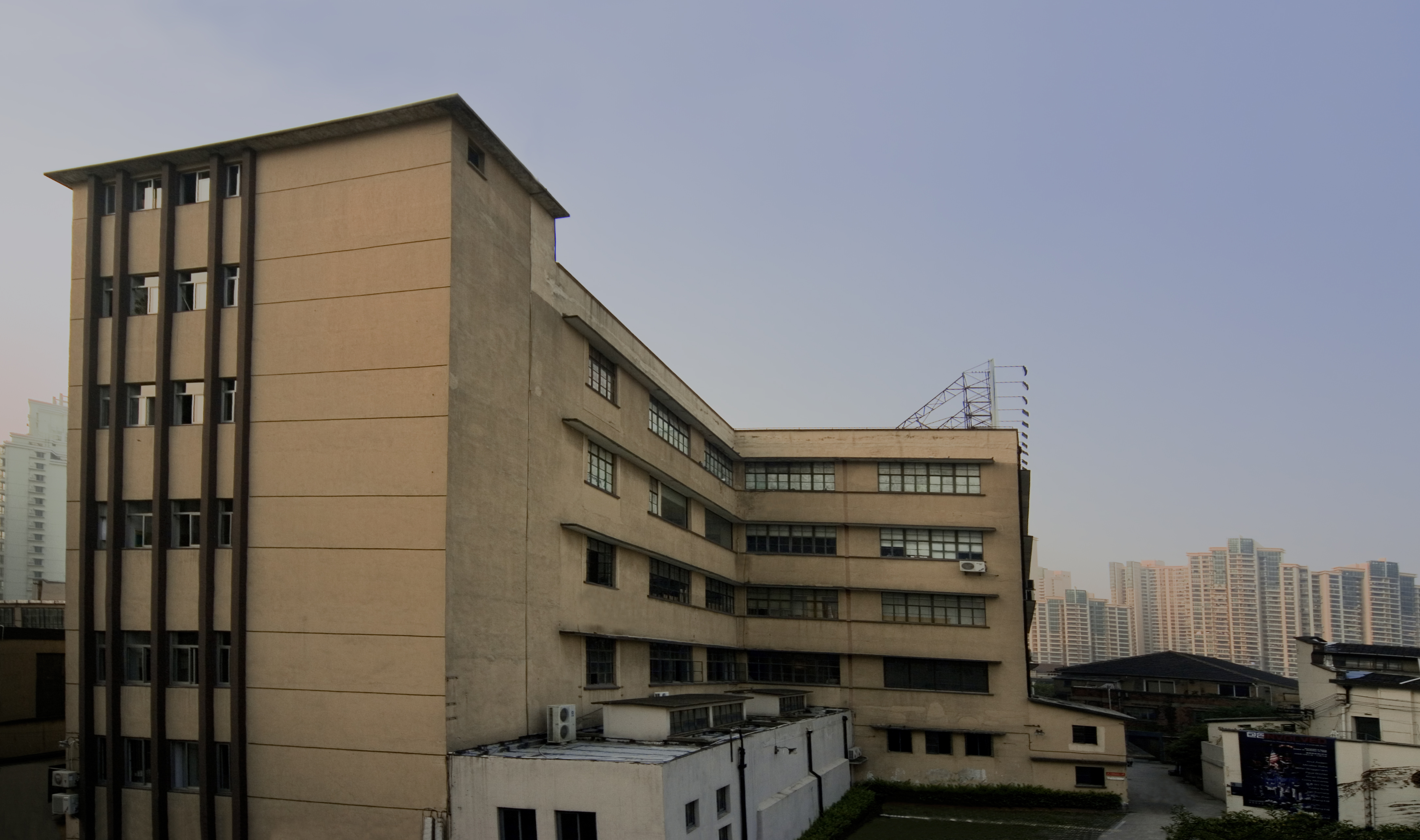
六岛在M50正中心

2006年，新的六岛艺术中心位于M50艺术区（31°14′52″N 121°26′58″E / 31.247841°N 121.449316°E），与艺法画廊一同合作促进中国与国外的杰出艺术家的发展。M50艺术区位于南岸的苏州河边原上海春明巡回厂中心，它的前身是新河纺纱厂，属于周氏家族，专营安徽的棉花和纺织品。1994年，更名为上海春明毛纺厂。现在经过一系列由法国建筑师Philippe Diani重新设计并完整的翻修后，成为六岛与艺法画廊的联合展出的空间，并配上了由法国建筑师Aymeric Lefort设计的家具。 2008年8月，由台湾建筑师郑涡阳和康景芳在原基础上再次的进行设计翻新。 2009年1月开始，由托馬斯·沙韋里亞主管 ，其次Zane Mellupe代为协助指导管理。2009年10月，六岛王彬彬加入董事会。2010年，作家彼得布拉特加入策展团队。

## 六岛
六岛艺术团体把生活上最常见和较广泛的元素注入六岛艺术中心。他们的作品经常使用视频，把简单的动作变成一个动画序列的新位图。出来的效果是迷人闪烁的LED以表达现实社会带来的转变。六岛的作品主题意在将对感知的了解、窥视症、城市规划、对传统与现代性的技术和中国文化历史的冲突对抗和并存用艺术来呈现出来。

## 艺术家的驻留计划
自2006年以来，六岛实施了“艺术家驻留计划”开始帮助那些想要与上海这座日新月异，有着不断变化能量的城市进行互动交流的来自世界各地的艺术家，他们为上海上海带来了无穷无尽的动力，并与这个城市建立了一个良好的关系，这也是艺术家驻留计划的关键所在。驻地艺术家们拥有超过750平方米的工作室，包括展览会和艺术品生产的工作室，临近上海大学。并且六岛也是国际驻地艺术家组织的成员，Res Artis和跨艺术家基金会。自2010年6月起，六岛的驻留计划只接受经六岛邀请的中国艺术家。

## 艺术家代表
| 名称              | 国籍     | 展览 |
| ----------------- | -------- | --- |
| 邹林峰            | 中国     | "艺术家于昨日去世」、「自动操作」、「欲望都市」、“芸芸众生」、「零重力」、「插入」、「上海制造」、「中国制造」、「不眠之夜」、「欧亚之壹」、「摇·控」、「比特·字节·像素」、「我爱LEDs」 |
| 张德丽            | 中国     | "联觉」、「屁」、「艺术家于昨日去世」、「自动操作", “欲望都市”, “芸芸众生」、「零重力」、「插入」、「上海制造」、「中国制造」 |
| 杨龙海            | 中国     | "艺术家于昨日去世」、「自动操作", “欲望都市”, “芸芸众生」、「零重力」、「插入」、「上海制造」、「中国制造」、「不眠之夜」、「欧亚壹」、「城市调查的平台II」、「摇·控」、「比特·字节·像素」、「无名圣诞老人」、「我爱LEDs」、「活下去」 |
| 吴艳丹            | 中国     | "联觉」、「屁」、「艺术家于昨日去世」、「自动操作", “欲望都市”, “芸芸众生」 |
| 王东马            | 中国     | 「联觉」、「屁」、「艺术家于昨日去世」、「自动操作", “欲望都市”, “芸芸众生」、「零重力」、「插入」、「上海制造」、「中国制造」 |
| 唐罗丝            | 台湾     | 「联觉」、「屁」、「艺术家于昨日去世」、「自动操作", “欲望都市”, “芸芸众生」、「插入」、「上海制造」、「中国制造」、「摇·控」、「比特·字节·像素」、「无名圣诞老人」、「我爱LEDs」、「活下去」、「前进/后退和重新装」 |
| Steve Messam      | 英国     | 「欧亚之壹」、「前进/后退和重新装」 |
| Zane Mellupe      | 拉脱维亚 | 「联觉」、「屁」、「艺术家于昨日去世」、「自动操作」、“欲望都市”、“芸芸众生」、「零重力」、「插入」、「上海制造」、「中国制造" |
| 李翎溪            | 中国     | 「联觉」、「屁」、「艺术家于昨日去世」、「自动操作」、“欲望都市” |
| Tom Lee Pettersen | 美国     | 「联觉」、「屁」、「艺术家于昨日去世」、「自动操作」、“欲望都市”、“芸芸众生" |
| Nick Hersey       | 英国     | 「联觉」、「屁」、「艺术家于昨日去世」、「自动操作」、“欲望都市”, “芸芸众生」、「零重力」、「插入」、「上海制造」、「中国制造」 |
| Chaim Gebber      | 巴西     | 「联觉」、「屁」、「艺术家于昨日去世」、「自动操作」 |
| Manels Favre      | 法国     | 「联觉」、「屁」、「艺术家于昨日去世」、「自动操作」、 “欲望都市”、“芸芸众生" |
| Danamza           | 法国     | 「屁」 |
| 托馬斯·沙韋里亞   | 法国     | 「联觉」、「屁」、「艺术家于昨日去世」、「自动操作", “欲望都市”, “芸芸众生」、「零重力」、「插入", 上海制造」、「中国制造", 数码艺术讲座, "不眠之夜」、「欧亚之壹」、「城市调查的平台II」、「摇·控」、「停止/结束城市」、「比特·字节·像素」、「无名圣诞老人」、「我爱LEDs」、「活下去」、「前进/后退和重新装」、「城市调查的平台」、「隐形层, 电力城市」 |
| 蔡多宝            | 中国     | 「联觉」、「屁」、「艺术家于昨日去世」、「自动操作」、“欲望都市” |

## 索引
- Andrea Neidhoefer. . Visual Production (Visual Production Co. & Timezone8 Publications). July 2007, 3: 154–9. ISBN 978-988-99609-5-7.
- Cook, Richard; Wallpaper*. . New York: Phaidon Press Limited. 2006: 42. ISBN 0-7148-4696-1.

## 外部連結
- 六岛艺术中心官方网 （页面存档备份，存于）
- http://www.saatchi-gallery.co.uk （页面存档备份，存于）: 免费线上画廊，让艺术家展示他们的工作。
- http://www.rhizome.org: 线上关于新媒体艺术的资料。
- http://www.artknowledgenews.com: 全球艺术网站。
- http://www.shanghaiist.com （页面存档备份，存于）: 回顾六岛在2010年的<觉>节。